# 山内宏
山内 宏（やまうち ひろし、1924年5月31日 - ）は日本の大蔵官僚。

## 来歴
奈良県出身。東京大学法学部政治学科卒業。1948年9月 大蔵省に入省（主計局法規課）。1952年8月 出雲税務署長。1953年9月 甲府税務署長。1954年7月 三重県総務部庶務課長。1971年6月 主税局総務課長。1973年6月 大阪国税局長。1975年7月 大臣官房審議官（主税局担当）。1977年6月10日 証券局長。1978年5月10日 退官。同年5月 農林中央金庫専務理事 （〜1982年12月）。1982年12月24日 大阪証券取引所理事長（〜1994年6月21日）。1994年6月30日 大阪証券取引所相談役。1994年7月5日 コナミ常勤相談役。1995年6月 レンゴー監査役（〜2008年6月）。

## 職歴
- 1948年9月：大蔵省に入省（主計局法規課）[2]
- 1950年4月：東京国税局調査査察部調査課
- 1950年5月：東京国税局調査査察部調査第二課
- 1951年4月：東京国税局調査査察部調査第四課
- 1952年2月：大阪国税局総務部総務課
- 1952年8月：出雲税務署長
- 1953年9月：甲府税務署長
- 1954年7月：三重県総務部庶務課長
- 1956年8月：理財局外債課長補佐
- 1956年8月：理財局証券課長補佐
- 1956年12月：理財局地方資金課長補佐
- 1958年6月：関東財務局理財部金融課長
- 1959年7月：関東財務局総務部総務課長
- 1960年7月：主税局税制第一課長補佐
- 1963年6月：主税局総務課長補佐
- 1964年3月：日本鉄道建設公団参事 兼 経理部経理課長
- 1965年7月：国税庁直税部資産税課長
- 1966年8月：東京国税局調査第一部長
- 1969年5月：東京国税局調査第一部長 兼 調査第二部長
- 1969年7月：東京国税局調査第一部長
- 1969年8月：国税庁直税部所得税課長
- 1970年7月：主税局税制第一課長
- 1971年6月：主税局総務課長
- 1973年6月：大阪国税局長
- 1975年7月：大臣官房審議官（主税局担当）
- 1977年6月：証券局長
- 1978年5月：退官